# 松山镇 (磐石市)
松山镇，是中华人民共和国吉林省吉林市磐石市下辖的一个乡镇级行政单位。

## 行政区划
松山镇下辖以下地区：
江南社区、红旗村、富安村、东北岔村、爱耕村、石门子村、前进村、兴农村、新民村、人和村和安山村。